# Rhône (departma)
Rhône (frankoprovansalsko Rôno, oznaka 69) je francoski departma, imenovan po reki Roni (francosko Rhône), ki teče skozenj. Nahaja se v regiji Rona-Alpe.

## Zgodovina
Departma je bil ustanovljen v času francoske revolucije 12. avgusta 1793 ob razpadu prvotnega Rhône-et-Loire na dva dela.

## Geografija
Rhône (Rona) leži v severnem delu regije Rona-Alpe. Na vzhodu meji na departma Ain, na jugu na Isère, na zahodu na departma Loaro, na severu pa na departma Saono in Loaro.
Z rastjo glavnega mesta Lyona, katerega vzhodne meje so bile tudi meje samega departmaja, so se le te nekajkrat spremenile na račun sosednjih departmajev. S temi spremembami se je površina departmaja povečala s prvotnih 2.791 km² na 3.249 km².